# Carlota Grimstead
Carlota Lyon-Bowes, Lady Glamis (nacida Grimstead) (c. 1798 – 19 de enero de 1881) hija de Joseph Valentine Grimstead y Charlotte Sarah Jane Walsh.
Se casó con Tomás Lyon-Bowes, Lord Glamis, hijo único de Tomás Lyon-Bowes, 11.º Conde de Strathmore y Kinghorne y Mary Elizabeth Carpenter, el 21 de diciembre de 1820 en Westminster, Londres, Inglaterra.
Tuvieron cinco hijos:
- Frances Lyon.
- Thomas Lyon-Bowes (18 de octubre de 1821 – 18 de octubre de 1821).
- Tomás Lyon-Bowes, 12.º Conde de Strathmore y Kinghorne (28 de septiembre de 1822 – 13 de septiembre de 1865)
- Claudio Bowes-Lyon, 13.º Conde de Strathmore and Kinghorne (21 de julio de 1824 –16 de febrero de 1904).
- Charlotte Lyon (1826 – 22 de octubre de 1844).

## Títulos
- Señorita Charlotte Grimstead (1798–1820).
- Lady Glamis (1820–1834).
- La Viuda Lady Glamis (1834–1881).